# ناوچه سبک کلاس-ترونما
قایق توپ‌دار کلاس ترومنا (به انگلیسی: Turunmaa-class gunboat) یک کلاس از ناوچه سبک است که طول آن ۷۴ متر می‌باشد. این کلاس از کشتی در سال ۱۹۶۸ ساخته شد.